# モクレン綱
モクレン綱（モクレンこう、Magnoliopsida）は、被子植物の分類群の1つ。モクレンを含む綱レベルの分類群だが、その内容は分類体系により異なる。
クロンキスト体系やタハタジャン体系では、双子葉植物の意味で使われる。「モクレン綱」という名はわかりにく紛らわしいため、Magnoliopsida を双子葉植物綱と訳すことがある。
ダールグレン体系やソーン体系では、被子植物の意味で使われる。